# 栗原敏
栗原 敏（くりはら さとし、1951年6月21日 - ）は、日本の俳優。本名同じ。
茨城県出身。

## 来歴・人物
『キイハンター』を見たことがきっかけで大学を中退し、ジャパンアクションクラブ (JAC ) に一期生で入団。デビュー作は『キイハンター』の配下役。
1970年代から千葉真一主演の映画・テレビドラマで擬斗の相手として複数の作品に出演。1983年から放映された『宇宙刑事シャリバン』では敵役・ガイラー将軍を演じ、「抹殺!」が常套句となっていた。1990年にジャパンアクションクラブ20周年記念作品として千葉が監督した映画『リメインズ 美しき勇者たち』では、人食い熊を追いつめるマタギ衆に抜擢された。
後に裏方に回り、ジャパンアクションエンタープライズのマネージャーとして活動。また、1990年代後半から日光江戸村で役者として活動している。
2021年11月、『宇宙刑事シャリバン』で共演していた降矢由美子らのYouTubeチャンネル『ふるうなchannel』に出演し、現在は日光江戸村で子供たちのサムライ体験で剣術体験を教えていることが明かされた。またJACの師匠である千葉真一とは入団以来50年の付き合いであったが、JAC同期の春田純一の芝居を7月に一緒に見に行った直後に千葉が亡くなったため「あっという間だった」と振り返った。
特技は、乗馬、柔道。

## 出演

### テレビドラマ
- ザ・ボディガード（1974年、NET） - 悪人の手下や擬斗の相手など[注釈 1]
- スーパー戦隊シリーズ（ANB）
  - 秘密戦隊ゴレンジャー（1976年-1977年） - イーグル隊員や黒十字軍の手下など
  - ジャッカー電撃隊 第9話「7ストレート!! 地獄の必殺拳」（1977年） - 西崎[注釈 2]
  - バトルフィーバーJ 第7話「お家が燃える!」（1979年） - 消防士
  - 電子戦隊デンジマン（1980年）
    - 第22話「超時間ふしぎ体験」 - 黒鬼健造
    - 第40話「チャンピオンの敵」 - 高山竜

  - 大戦隊ゴーグルファイブ 第19話「お化け屋敷の秘密」（1982年） - 勝男
  - 超力戦隊オーレンジャー 第37話「拙者ガンマジン」・第38話「魔神はつらいよ」（1995年） - 警察署長（バラポリス人間態）、バラポリスの声
  - 激走戦隊カーレンジャー 第18話「うそつきハート整備中」（1996年） - 恵美の父
- 遠山の金さん 第65話「りんどう花が嵐を呼んだ」（1977年、NET）
- 赤い絆 第19話「憎むべき男、その人は父!」（1977年、TBS）
- スパイダーマン 第9話「動くアクセサリーは恋のカブト虫スパイ」（1978年、12ch） - 山口
- 透明ドリちゃん（1978年、ANB）
  - 第3話「涙のラーメン勝負」 - チンピラ
  - 第17話「金色に光る犬」  - 作業員
  - 第18話「ミドリは名探偵」  - 怪盗ルパンB
- 太陽にほえろ! （東宝 / NTV）
  - 第309話「危険な時期」（1978年） - 竜神会組員
  - 第402話「島刑事よ、安らかに」（1980年） - 佐川勉
  - 第450話「ドック刑事 雪山に斗う」（1981年） - 響組組員
  - 第539話「襲撃」（1983年）  - 銀竜会組員
- メガロマン 第1話「燃えよ! 炎の超人」（1979年、CX）
- 噂の刑事トミーとマツ（TBS / 大映テレビ）
  - 第1シリーズ
    - 第6話「トミーにっこり、マツが死ぬ」（1979年）
    - 第20話「高校三年生と年上の女」（1980年）
    - 第28話「トミーびっくり、マツの変身」（1980年） - 横野勝次
    - 第37話「トミマツのダンシングオールナイト」（1980年） - バーの客
    - 第42話「サッチが結婚 トミー激祝マツ激怒」（1980年）
    - 第47話「決まった! おそマツの大ギャング」（1980年） - 金沢（密売人）

  - 第2シリーズ（1982年）
    - 第13話「トミマツ丸焼き! 死のピクニック」 - 浅田の手下
    - 第15話「笑撃のガンプレイ! 噴火口の対決」 - 自転車の男
    - 第26話「湖の対決! トミー死の円月殺法」
- 柳生あばれ旅 第9話「雨の宿場に花一輪－島田－」（1980年、ANB）
- 特命刑事 第7話「逃亡地帯」（1980年、NTV） - 戸部三郎
- 走れ!熱血刑事 第17話「怒りの十五年」（1981年、ANB）
- 影の軍団シリーズ（KTV）
  - 影の軍団II
    - 第1話「眼には眼を」（1981年）
    - 第26話「最終回後編」（1982年）

  - 影の軍団III 第11話「謎の牝豹」（1982年）
  - 影の軍団IV 第5話「妖精は三度殺られる」（1985年）
- ザ・ハングマン（1981年、ABC）
  - 第21話「替え玉合格の悪ガキは十三階段へ」
  - 第43話「ふたり親分 相撃ち作戦」
- 秘密のデカちゃん 第5話「コソ泥が新婚家庭で盗んだモノは?」（1981年、TBS） - 怪盗808
- メタルヒーローシリーズ（ANB）
  - 宇宙刑事ギャバン
    - 第2話「盗まれた日本列島」（1982年、ANB） - 船員（ダブルマン・ゾンビA）、ダブルマン・ゾンビAの声、
    - 第36話「恨みのロードショー 撮影所は魔空空間」（同） - 映画監督

  - 宇宙刑事シャリバン（1983年 - 1984年） - ガイラー将軍
  - 3人の宇宙刑事 ギャバン・シャリバン・シャイダー大集合!! （1985年） - アクセサリー売りの男
  - 巨獣特捜ジャスピオン 第19話「呪いの海底人が笑う イルカの海SOS」（1985年） - 源頼朝
  - 時空戦士スピルバン 第2話「グッパイママ! 二人はハイテクヒーロー」（1986年） - クリン船団キャプテン
  - 世界忍者戦ジライヤ 第2話「城忍 フクロウ男爵」（1988年）
  - 機動刑事ジバン 第2話「大好き! ナオトお兄ちゃん」（1989年） - 池田刑事
  - 特捜ロボ ジャンパーソン 第36話「命短し美少年!」（1993年） - M3
  - 重甲ビーファイター 第40話「新章・生命の蝶」（1995年、ANB） - 柴崎博士
  - ビーファイターカブト 第7話「友に捧ぐ怒りの鉄拳」（1996年、ANB） - 矢野龍三郎
- バッテンロボ丸 第5話「タイムマシンでチャンチャンバラバラ」（1982年、CX） - 織田信長
- 月曜ドラマランド 「あんみつ姫1-いたずら姫君お城を脱出! 恋の予感に胸キョンキョン!-」（1983年、CX）
- 暴れ九庵 第13話「男の命を抱いた女」（1984年、KTV） - 砂蔵
- 仮面ライダーBLACK 第11話「飢えた怪人たち」（1987年、MBS） - バードウォッチャー
- 坂本龍馬（1989年、TBS）
- 新吾十番勝負 江戸城(秘)大奥の陰謀!（1990年、ANB）
- 鬼平犯科帳 第2シリーズ 第12話「雨乞い庄右衛門」（1991年、CX） - 庄右衛門一味
- 徳川無頼帳（1992年、TX） - 玉次郎
- 赤かぶ検事の逆転法廷 第5話「美人霊媒師が死を招く」（1992年、ABC）
- お助け同心が行く! 「汚れた友情」（1993年、TX）
- 土曜ワイド劇場 尼さん探偵事件帖5 -日光川治温泉殺人事件- （1994年、ANB）
- タイムスクープハンター お氷様は隠して運ばれた（2008年、NHK）
- 新撰組 PEACE MAKER 第5話（2010年、MBS）
- 松本清張ミステリー時代劇 第10話「雨と川の音」（2015年、BSジャパン） - 久兵衛
- 山本周五郎人情時代劇 第3話「釣忍」（2015年、BSジャパン）
- 男と女のミステリー時代劇 第六話「身代り稼ぎ」（2016年、BSジャパン） - 喜兵衛（両替屋の主人）

### 映画
- 殺人拳シリーズ（1974年、東映）
  - 激突! 殺人拳
  - 殺人拳2 - 太田黒の配下C
- 直撃! 地獄拳（1974年、東映）
- 安藤組外伝 人斬り舎弟（1974年、東映） - 外島（成田三樹夫）の子分（ノンクレジット）
- トラック野郎・天下御免（1976年、東映） - 国松
- 激殺! 邪道拳（1977年、日香泰合作） - 五神打A
- 空手バカ一代（1977年、東映）
- 宇宙からのメッセージ MESSAGE from SPACE（1978年、東映）
- 白昼の死角（1979年、角川春樹事務所）
- 戦国自衛隊（1979年、角川春樹事務所） - 騎馬武者
- 吼えろ鉄拳（1981年、東映）
- 燃える勇者（1981年、東映） - 川村
- 伊賀野カバ丸（1983年、東映）
- 北の螢（1984年、東映） - 君原重平
- 上海バンスキング（1984年、松竹）
- 将軍家光の乱心 激突（1989年、東映） - 伊庭庄左衛門の家来
- リメインズ 美しき勇者たち（1990年、松竹） - 伍平
- 激動の1750日（1990年、東映） - 西垣
- ゼイラム2（1994年、ゼイラム製作委員会） - カヌート
- 仮面ライダーJ（1994年、東映） - トカゲ男アギト
- 人造人間ハカイダー（1996年、東映） - キャップ

### 舞台
- 酔いどれ公爵（1985年） - 革命組織委員 フーロン
- 細川たかし公演
- 日光江戸村劇団公演

### その他のテレビ番組
- ウッチャンウリウリ!ナンチャンナリナリ!!（1996年、NTV） - 「大迷惑3」刺客